# Pietro Aldobrandini
Pour les articles homonymes, voir Aldobrandini.

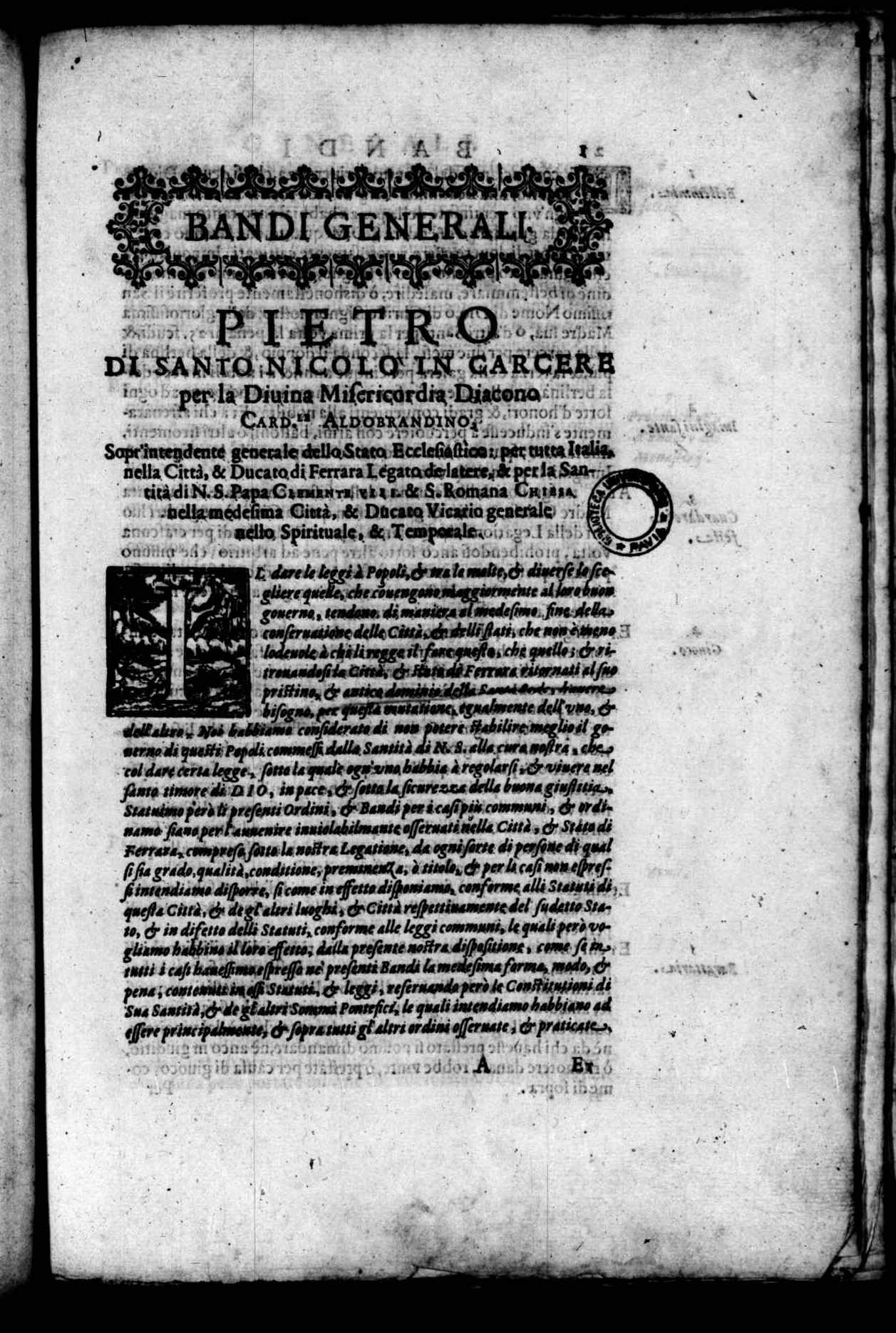
Appels à propositions du cardinal Aldobrandino à observer dans la ville, l’état et la liaison de Ferrare, 1598.

Pietro Aldobrandini, né à Rome le 31 mars 1571 et mort le 10 février 1621, est un cardinal italien de l'Église catholique romaine et un grand mécène.

## Biographie
Pietro Aldobrandini est le cousin du cardinal Cinzio Passeri Aldobrandini et l'oncle des cardinaux Silvestro Aldobrandini et Ippolito Aldobrandini (1594-1638) .
Il est fait cardinal lors du consistoire du 17 septembre 1593 par son oncle, le pape Clément VIII, avec le titre de cardinal-diacre de San Nicola in Carcere (titre cardinalice). La basilique est reconstruite en 1599, avec une nouvelle façade par Giacomo della Porta. Aldobrandini reprend le duché de Ferrare en 1598 lorsqu'il tombe aux mains des États pontificaux ; sa collection de peintures s'accroit grâce aux œuvres qui lui sont données par testament par la sœur du duc, Lucrèce d'Este.
Il devient camerlingue de la Sainte Église romaine en 1599, chargé de l'administration fiscale du patrimoine de saint Pierre. En 1600, il se rend à Lyon en tant que légat apostolique pour bénir le mariage du roi de France Henri IV et de Marie de Médicis. 
Il joue a un rôle important dans les discussions qui conduisent à la signature du traité de Lyon de 1601 ; il décide l'arrêt de la guerre entre Henri IV et Charles-Emmanuel Ier de Savoie. 
Le 17 octobre 1604, il est consacré évêque par Clément VIII, avec Francesco Maria Tarugi, archevêque de Sienne, Alessandro Ottaviano de' Medici, cardinal-évêque de Palestrina, et Ottavio Bandini, archevêque de Fermo, comme co-consécrateurs, . Il devient archevêque de Ravenne la même année , ainsi que « cardinal-neveu »,  et cardinal-prêtre de San Pancrazio, mais opte l'année suivante pour Santi Giovanni e Paolo al Celio. En 1605, il quitte Rome pour prendre résidence dans son archevêché de Ravenne du fait de tensions avec le pape Paul V. En 1612, il est nommé cardinal-prêtre de Santa Maria in Trastevere. 
Il meurt le 10 février 1621, âgé de 50 ans. Ses funérailles sont somptueuses et témoignent de l'influence qu'il avait su acquérir à Rome. 

## Mécénat
En 1598, le pape Clément offre à Pietro la vieille villa Ruffini à Frascati, connue sous le nom de Villa Aldobrandini, en récompense des négociations fructueuses qu'il a entreprises avec les Français. Son architecte, Giacomo della Porta, commence les travaux ; Carlo Maderno ajoute une loggia ; Giovanni Fontana travaille au jardin. Le Dominiquin peint des fresques dans un pavillon de jardin.
En 1600, Clément acquiert les jardins Vitelli sur la colline du Quirinal. L'année suivante, il les offre à son neveu. Les anciens bâtiments sont démolis et la construction de la nouvelle villa et du jardin adjacent commencent. Della Porta dote le bâtiment d'escaliers et de loggias. Les étages supérieurs de la villa Aldobrandini de Rome abritent la riche collection d'œuvres d'art léguées au cardinal par la duchesse d'Urbino, Lucrèce d'Este, en 1598.
En 1606, il fait l’acquisition auprès du cardinal François de Joyeuse de neuf tapisseries de l’Histoire de saint Paul tissées à Bruxelles. Il possède une importante collection d'une centaine de tapisseries, acquises principalement par le rachat de pièces brodées antérieurement et non par des commandes.  
Il était le mécène de Le Tasse et de Girolamo Frescobaldi.